# شويا توجو
شويا توجو (باليابانية: 東城翔也؛ بالكانا: トウジョウ ショウヤ) هو لاعب كرة قدم ياباني في مركز الوسط، ولد في 15 نوفمبر 1995 في إيتاباشي في اليابان. لعب مع نادي ماريتيمو.

## وصلات خارجية
- شويا توجو على موقع قاعدة بيانات كرة القدم.إي يو (الإنجليزية)
- شويا توجو على موقع Soccerway.com (الإنجليزية)